# Hadur Nabi Shuayb
Hadur Nabi Shuayb és un massís muntanyós del Iemen, a la part oriental del Sarat Alhan, a menys de 20 km a l'oest de Sana. Està situat entre dos uadis, el Silham i el Surdud. Porta el nom per Hadur ibn Adi ibn Malik ancestre del profeta Shuayb ibn Mahdan que és esmentat a l'alcorà. La cadena muntanyosa és travessada per diversos uadis dels quals els principals són el Dawud i el Yazil, i inclou nombrosos pobles, sent la població principal Matna que fou una base otomana sota els quals es va dir Khan Sinan Pasha. El producte més important és la mel blanca i dura, famosa a tota la península d'Aràbia. Fou explorada per E. Glaser el 1885.